# Ilemela (huyện)
Ilemela là một huyện thuộc vùng Mwanza, Tanzania. Thủ phủ của huyện Ilemela đóng tại Ilemela. Huyện Ilemela có diện tích 895 ki lô mét vuông. Đến thời điểm điều tra dân số ngày 25 tháng 8 năm 2002, huyện Ilemela có dân số 264873 người.